# Het Circus (stripverhaal van Paling en Ko)
Het Circus (Spaans: El Circo) is een stripalbum uit de reeks Paling en Ko van tekenaar Francisco Ibáñez. De oorspronkelijke versie werd in 1973 uitgebracht als #27 in de Ases del Humor-reeks na voorpublicatie in het stripblad Mortadelo (zoals de lange kale helft van het tweetal in het Spaans heet) van juli tot augustus 1973. In 1978 werd het album in het Nederlands uitgebracht als #20.

## Naamsverwarring
Als gevolg van een jarenlange naamsverwarring wordt de kale meestervermommer hier Ko genoemd en de korte met de twee haren (door zijn collega steevast met chef en u aangesproken) Paling.

## Verhaal
Het Sidral Circus wordt in verband gebracht met smokkelpraktijken. Paling en Ko, detectives bij de geheime dienst, gaan er werken om uit te zoeken wie de schuldige is en waar deze de smokkelwaar heeft verstopt. In eerste instantie beperkt hun rol zich tot het dragen van een zieke olifant die in geen enkele wagen past, maar al snel worden ze door de circusdirecteur gevraagd als invallers voor de artiesten die verhinderd zijn om op te treden; meestal is de kale hier verantwoordelijk voor. Negen van de tien hoofdstukken eindigen met een aanplakbiljet waarop het circus bekendmaakt dat de bewuste act voor onbepaalde tijd is afgelast.
- Paling en Ko oefenen met de trapezewerkers nadat hun collega van een gebroken stang is gevallen. De onhandigheden van de kale leiden ertoe dat hij het nummer alleen moet doen en daarbij ook de circustent meeneemt. Net zoals dat het geval is met hun eigen baas, de Superintendant, krijgen Paling en Ko een woedende directeur achter zich aan.
- De leeuwentemmer belandt in het ziekenhuis met een gescheurde schedel en een hersenschudding. De kale vervangt hem, maar tijdens de voorbereidingen slaagt hij er in om ook de vier leeuwen - tijdelijk dan wel definitief - uit te schakelen.
- Paling en Ko vervangen de koorddansers die allebei beenbreuken hebben opgelopen. Als ze de act met de brommer oefenen geeft de kale vol gas en rijden ze de directeur omver.
- De cowboy vliegt tegen een paal aan omdat het zadel van diens paard is ingekort; Paling en Ko vervangen hem, maar van de zes paarden worden er vijf uitgeschakeld en neemt de laatste letterlijk de vlucht. Er wordt een vervangend nummer voorbereid, maar de directeur wil daar niets van weten.
- De hondentemmer verbrijzelt zijn been door in een kamelenklem te trappen die was neergelegd om een verdwenen struisvogel te vangen. De kale vervangt hem en wordt onderworpen aan de grappen en grollen van de honden.
- De kale laat per ongeluk het nijlpaard los en probeert hem te vangen door het net van de levende kanonskogel weg te trekken. Paling en Ko vallen voor hem in, maar hebben moeite om de juiste schietrichting te vinden.
- Paling en Ko onderbreken hun werkzaamheden in het circus na een slecht verstaanbaar telefoontje van Super waaruit ze opmaken dat hij belangrijk nieuws heeft over de smokkelwaar. Ze lenen de gekke wagen van de clowns, en komen er al doende achter dat deze niet geschikt is voor de openbare weg. Tot hun grote woede blijkt het loos alarm te zijn.
- Tijdens het zoeken naar de smokkelwaar komt de kale een oude vriend tegen; de gespierde Olivier bereidt het nummer met de menselijke toren voor, maar in zijn enthousiasme vergeet hij dat en laat hij zijn twee collega's vallen. Paling en Ko vallen in, waarbij de chef harde schouderklopjes ontvangt die hem aan de andere kant van de aarde doen belanden. De kale neemt wraak en bezorgt Olivier een enkele reis Saturnus.
- De kale stopt een granaat in de hoed van de illusionist, met als gevolg dat hij wederom een sterartiest moet vervangen. Tot grote ellende van de chef weet hij zich geen van de trucs eigen te maken.
- Vlak voor het verstrijken van het ultimatum worden Paling en Ko gevraagd om de olifantentemmer te vervangen nadat deze slotenzuur heeft ingeademd. Tijdens de voorbereidingen komen ze erachter dat de smokkelwaar verstopt zit in een mechanische olifant. Wanneer de kale een van de dozen met een hamer en een beitel opent blijkt er voldoende springstof in te zitten om het circus van de aardbodem weg te vagen. Vandaar dat Paling en Ko hun loonsverhoging aan de directeur moeten afstaan om zijn circus de komende dertig jaar af te betalen.